# Fox Magyarország
A Fox Magyarország az azonos nevű csatorna magyar nyelvű adásváltozata volt, melynek indulását 2013 októberében jelentették be. 2014 januárjában elindították a magyar tesztadást, a hivatalos adás 2014. február 4-én indult. Kínálatában elsősorban premiersorozatok voltak megtalálhatók magyar szinkronnal.
2018 februárjában jelentették be a csatorna 2018. április 30-i megszűnését. De a bejelentés napjaiban elindult FOX+ továbbra is Magyarországon maradt a Disney+ hazai indulásáig, amely a Foxon futó sorozatok korábbi évadait sugározta. A tervek szerint havi új címekkel bővült a kínálata. A szolgáltatás fejlesztése 2022-ig nem állt le, azonban a Disney+ indulása miatt 2022 tavaszán megszűnt és innentől már ezen a streamingen érhetőek el a Foxos sorozatokat is elérhető Star csatorna.

## Kínálata
Mivel a Fox Broadcasting Company rengeteg műsort gyárt, ezért a magyar változat kínálatában valószínűleg a sikeresebbek lettek volna elérhetőek.
2013 decemberében a csatorna magyar YouTube-csatornája közzétett két videót, illetve leadott egy sajtóközleményt, melyek szerint a The Walking Dead, a Da Vinci démonai, a The Bridge és Az Álmosvölgy legendája c. sorozatokat először mutatja majd be magyarul, illetve folytatja A Simpson család sugárzását, és elhozza a 24 legújabb évadát. A csatornán a premiereken túl látható volt az Így jártam anyátokkal is.
A Fox magyar adásváltozatának 2014 januárjában elindult weboldala további sorozatokként tartotta számon még a Szeretünk Raymond-ot, a Médium-ot, a Borkalandok Spanyolországban-t, az Éléskamra a bozótban-t, a Légy férfi!-t és a Luxus orosz kivitelben-t.
Végül a csatorna 2014. január végén publikálta első heti műsorát.
A csatorna 2015. február 9-én arculatot váltott és egyesültek a Facebook oldalak is, így egy ország csak a saját nyelvükön lévő Fox Facebook oldalát tudja megnézni. Az arculatváltás után február 11-én érkezett az Empire, ami a Fox újonc sorozata. A sorozat olyan szép nézettséggel ment, hogy a sorozatot rögtön berendelték a második évadra és ez volt a legnézettebb "idei újonc", hiszen részenként növelni tudta az amúgy is magas nézettségét és a felnőttek között is kimagasló a nézettsége Amerikában.

## Története
A csatorna indulását 2013. október végén jelentették be, együtt említve a sajtóközleményben a Fox Life és Fox Crime csatornákkal. Fox csatorna addigra jelen volt Ausztria, az Egyesült Királyság, az Amerikai Egyesült Államok, Olaszország, Spanyolország, Portugália, Japán, Németország, Észak-Afrika és Dél-Amerika területén is. Több más országban is jelen voltak a Fox Life és a Fox Crime, mint Bulgária, Ukrajna vagy Horvátország.
2013 decemberében létrejött a Fox Magyarország YouTube-csatornája, melyre elsősorban promóciós videókat töltöttek fel. A csatornának 2014 januárjától működött a Facebook-oldala, ugyanebben a hónapban pedig elindította hivatalos weboldalát is.
Magyar reklámok 2014. március 1-jétől voltak láthatóak a csatornán, a reklámidőt az Atmedia kezelte. Csatornahangja Crespo Rodrigo volt.
2017. január 1-jétől a FOX Networks Group csatornái (NatGeo, Nat Geo Wild, FOX) kikerültek volna a Magyar Telekom kínálatából. Ez a hír sokkolta a Telekom ügyfeleit, és nyilvánították ki nem tetszésüket, miszerint az Andy Vajna-féle TV2 kábelcsatornái jöttek volna a helyükre, amelyek végül be is kerültek a kínálatba. Petíciót is indítottak, hogy maradjanak az említett csatornák. A Telekom és a FOX Networks Group, ezt követően indította újra gyakorlatilag azonnal a tárgyalásokat. A két cég sikeresen megállapodott a további folytatásról, a így a Telekom ügyfelei továbbra is élvezhetik a FOX Networks Group csatornáit megszakítás nélkül. 2017. december 14-től a The Walt Disney Company tulajdonát képezi.

### Megszűnés
A csatorna 2018. április 30-án szűnt meg Magyarországon. A csatorna négy évet élt Magyarországon, nem tudott megkapaszkodni a sorozatcsatornák között: ennek az is oka lehetett, hogy a DIGI-vel nem sikerült megegyezni, így nem volt elérhető sem a kábeles, sem a műholdas kínálatban. A csatorna helyét néhány szolgáltatónál a Film4 vette át, ez a csatorna azonban már a TV4 (korábbi nevén 4! Story TV, Story4), a Story4 (korábban Story5), a Galaxy4 (eredetileg GALAXY), a (2020-ban indult) Arena4, a (2022-ben indult) Match4 és a (2023 februárjában indult) Max4 csatornák tulajdonosához a Network4-hez tartozik.

## Műsorok

### Sorozatok
| Eredeti cím               | Sorozat címe            | Bemutató             | Évad               | Megjegyzés                                     |
| ------------------------- | ----------------------- | -------------------- | ------------------ | ---------------------------------------------- |
| The Walking Dead          | The Walking Dead        | 2014. február 10.    | 8.                 | az RTL Spike-on folytatódott.                  |
| The Simpsons              | A Simpson család        | 2014. február 4.     | 9., 13-14., 22-29. | A Viasat 6-on folytatódott.                    |
| The Strain                | The Strain – A kór      | 2014. október 21.    | 3.                 |                                                |
| Las Vegas                 | Las Vegas               | 2015.                | 5.                 |                                                |
| Empire                    | Empire                  | 2015. február 11.    | 3.                 |                                                |
| Wayward Pines             | Wayward Pines           | 2015. május 14.      | 2.                 |                                                |
| Ghost Whisperer           | Szellemekkel suttogó    | 2015. szeptember 7.  | 4.                 |                                                |
| Boomtown                  | Boomtown                | 2015. október 21.    | 2.                 |                                                |
| American Crime Story      | American Crime Story    | 2016. május 23.      | 1.                 |                                                |
| Outcast                   | Outcast                 | 2016. június 6.      | 2.                 |                                                |
| Grey's Anatomy            | A Grace klinika         | 2016. július 5.      | 8.                 | a Prime-on folytatódik.                        |
| Queen of The South        | Az alvilág királynője   | 2016. szeptember 27. | 2.                 |                                                |
| Private Eyes              | Éber szemek             | 2016. október 28.    | 2.                 | az RTL Klubon folytatódik Privát kopók címmel. |
| The Exorcist              | Az ördögűző             | 2017. január 3.      | 2.                 |                                                |
| Atlanta                   | Atlanta                 | 2017. január 13.     | 1.                 |                                                |
| Legion                    | Légió                   | 2017. február 9.     | 1.                 |                                                |
| The Bridge                | A híd                   | 2014. február 6.     | 2.                 |                                                |
| The Listener              | Hetedik érzék           | 2014. február 4.     | 5.                 |                                                |
| Crisis                    | Krízis                  | 2014. április 2.     | 1.                 |                                                |
| Those Who Kill            | A gyilkosnak ölni kell  | 2014. szeptember 3.  | 1.                 |                                                |
| Medium                    | A médium                | 2014. február 4.     | 7.                 |                                                |
| The Crazy Ones            | Eszementek              | 2014. március 7.     | 1.                 |                                                |
| Endgame                   | Végjáték                | 2014. február 6.     | 1.                 |                                                |
| Charmed                   | Bűbájos boszorkák       | 2014. február 4.     | 8.                 |                                                |
| Friends with Better Lives | Barátaim jobb élete     | 2015. március 6.     | 1.                 |                                                |
| The Whispers              | Suttogók                | 2015. július 20.     | 1.                 |                                                |
| 24: Live Another Day      | 24: Élj egy új napért   | 2014. május 26.      | 1.                 |                                                |
| Legends                   | Legends – Beépülve      | 2014. november 12.   | 2.                 |                                                |
| Resurrection              | Feltámadtak             | 2015. június 16.     | 2.                 |                                                |
| Da Vinci’s Demons         | Da Vinci démonai        | 2014. február 4.     | 3.                 |                                                |
| Bosch                     | Harry Bosch – A nyomozó | 2015. június 3.      | 3.                 | FOX félbehagyta, a TV4-en folytatódott.        |
| 11.22.63                  | 11.22.63                | 2016. április 12.    | 1.                 |                                                |
| The Family                | A család                | 2016. július 14.     | 1.                 |                                                |
| Agent Carter              | Carter ügynök           | 2016. augusztus 24.  | 2.                 |                                                |
| How I Met Your Mother     | Így jártam anyátokkal   | 2014. február 4.     | 9.                 |                                                |
| Resurrection              | Feltámadtak             | 2015. június 16.     | 2.                 |                                                |
| Sleepy Hollow             | Az Álmosvölgy legendája | 2014. február 4.     | 4.                 |                                                |
| The Strain                | The Strain – A kór      | 2014. október 21.    | 4.                 |                                                |
| Conviction                | Az ítélet               | 2016. november 7.    | 1.                 |                                                |

### Ismeretterjesztő műsorok
- Borkalandok Spanyolország
- Fogd a halat, és süss!
- Ízek házassága
- Ízes Itália a'la mamma
- Nagyvárosok ízei
- Séfek legjobbjai
- Valentine Warner: Terítéken Kanada
- Vega vagy nem vega